# Ibeas de Juarros
Ibeas de Juarros è un comune spagnolo di 1 404 abitanti situato nella comunità autonoma di Castiglia e León.

## Località
Il comune comprende i seguenti centri abitati:
- Cabañas
- Cueva
- Cuzcurrita de Juarros
- Espinosa de Juarros
- Matalindo
- Modúbar de San Cibrián
- Mozoncillo de Juarros
- Salgüero de Juarros
- San Millán de Juarros
- Santa Cruz de Juarros